# Ɥ̂
Cette page contient des caractères spéciaux ou non latins. S’ils s’affichent mal (▯, ?, etc.), consultez la page d’aide Unicode.
Ɥ̂ (minuscule ɥ̂), appelé h culbuté accent circonflexe, est une lettre additionnelle latine utilisée dans l’alphabet du dan au Liberia.

## Utilisation
Le ɥ̂ est utilisé dans l’orthographe du dan au Liberia, notamment dans les travaux de la Dan Literacy Association et dans la traduction de la Bible en dan,.

## Représentation informatique
Le h culbuté accent circonflexe peut être représenté avec les caractères Unicode (Alphabet phonétique international, Diacritiques) suivants :
| formes    | représentations | chaînes de caractères | points de code | descriptions                                                     |
| --------- | --------------- | --------------------- | -------------- | ---------------------------------------------------------------- |
| minuscule | Ɥ               | Ɥ◌̂                    | U+A78D U+0302  | lettre majuscule latine h culbuté diacritique accent circonflexe |
| minuscule | ɥ               | ɥ◌̂                    | U+0265 U+0302  | lettre minuscule latine h culbuté diacritique accent circonflexe |